# Vite degli uomini illustri (Campanile)
Vite degli uomini illustri è una raccolta di racconti umoristici del 1975 scritto dal narratore, giornalista e drammaturgo italiano Achille Campanile, edito dalla Rizzoli. Comprende 39 racconti, basati su aneddoti veritieri o inventati di vari personaggi.

## Racconti
1. L'emulo di Cornelio Nipote (prefazione dell'autore)
2. Palamede
3. Vita di Socrate
4. Il pappagallo di Alessandro Magno
5. Archimede
6. Quel generale romano
7. Papirio
8. Attilio Regolo e Furio Camillo
9. Fichi dolci da Cartagine
10. Le imitatrici di Cornelia
11. Dante e l'uovo
12. L'asino di Buridano
13. Gutenberg o L'invenzione della stampa
14. La scoperta dell'Europa
15. L'uovo di Colombo
16. Umanisti
17. Antonello da Messina
18. La quercia del Tasso
19. Galileo
20. Le tre righe di Richelieu
21. La disgrazia del Gran Condé
22. Pascal e il cancelliere Séguier
23. La cuoca di Molière e quella di Kant
24. Voltaire
25. Buffon, Voltaire e lo stile
26. Casanova
27. La patata raccomandata da Luigi XVI
28. Lord Brummel o Del non farsi notare
29. Conferenze ad alto livello
30. Il vero dramma di Beethoven
31. Alessandro Manzoni o Della posterità
32. Volta e la patata
33. La verità su Paganini
34. Talleyrand o La vecchia diplomazia
35. Alfredo De Musset e il caffelatte
36. Bakunin
37. Pasteur
38. Una leggendaria impresa
39. Va a sfogarsi da Archimede l'amareggiato Sherlock Holmes

## Edizioni
- Achille Campanile, Vite degli uomini illustri, La scala, Milano, Rizzoli, 1975.
- Achille Campanile, Vite degli uomini illustri, BUR, Milano, Rizzoli, 1979.
- Achille Campanile, Vite degli uomini illustri, BUR. Opere di Achille Campanile 6, Milano, Rizzoli, 1999, ISBN 88-17-68050-8.